# Vinary, Ústí nad Orlicí
Vinary là một làng thuộc huyện Ústí nad Orlicí, vùng Pardubický, Cộng hòa Séc.